# Margareta av Danmark (markgrevinna av Brandenburg)
Margareta av Danmark, död 1340, var en dansk prinsessa, gift med markgreve Ludvig Brandenburgaren av Brandenburg. Hon var dotter till kung Kristofer II av Danmark och Eufemia av Pommern. 
Hennes äktenskap arrangerades för att hennes far ville stärka sitt inflytande i Nordtyskland genom en allians med den tyska kungen Ludvig IV, som 1323 förlänade det vakanta markgrevskapet Brandenburg åt sin son Ludvig V Brandenburgaren. Vigseln ägde rum på Vordingborgs slott i december 1324. Margareta skulle enligt avtalet medföra en hemgift på 12 000 mark silver. Hennes far uppträdde på grund av denna allians ofta som medlare mellan hennes make och grannmonarkerna. Margaretas hemgift blev aldrig utbetalad, och därför fick Danmarks två närmaste monarker efter fadern erbjuda danska Estland till Brandenburg som ersättning.